# سیگلیتازون
سیگلیتازون (انگلیسی: Ciglitazone) (INN) یک دارو از دسته تیازولیدیندیون است. این دارو در اوایل دهه ۱۹۸۰ میلادی توسط شرکت دارویی تاکدا توسعه یافت و به عنوان ترکیب اولیه برای کلاس تیازولیدیندیون در نظر گرفته شد.
سیگلیتازون هرگز به عنوان یک دارو استفاده نشد، اما توجه‌ها را به اثرات تیازولیدیندیون‌ها را برانگیخت. بعدها چندین آنالوگ ساخته شد که برخی از آنها - مانند پیوگلیتازون و تروگلیتازون - به بازار راه یافتند.
سیگلیتازون به طور قابل توجهی تولید VEGF توسط سلول‌های گرانولوزای انسانی را در یک مطالعه آزمایشگاهی کاهش می‌دهد و ممکن است به طور بالقوه در سندرم تحریک بیش از حد تخمدان استفاده شود. سیگلیتازون یک لیگاند PPARγ انتخابی و قوی است. با EC50 3.0 میکرومولار به دامنه اتصال لیگاند PPARγ متصل می‌شود. سیگلیتازون در درون بدن به عنوان یک عامل ضد هیپرگلیسمی در مدل موش ob/ob فعال است. تمایز HUVEC و رگ زایی را مهار می‌کند و همچنین باعث تحریک چربی‌زایی و کاهش استئوبلاستوژنز در سلول‌های بنیادی مزانشیمی انسان می‌شود.